# Хронологија радничког покрета код јужнословенских народа 1900—1904.
| Хронологија радничког покрета до 1919. године до 1879. 1880—1899. 1900—1904. 1905—1909. 1910—1918. | следећа целина: 1919—1929. ► |

Хронолошки преглед важнијих догађаја везаних за раднички и социјалистички покрет код јужнословенских народа који су се догодили од 1900. до 1904. године. Хронологија се бави догађајима на подручју бивше Југославије, а тада Аустроугарске и Османлијског царства, као и независних држава Краљевине Србије и Краљевине Црне Горе и општим догађајима везаним за међународни раднички покрет и јужнословенске народе.
Напомена: За догађаје који су се одигравали на територији данашњих држава Србије (без Војводине), Црне Горе и Македоније, где је до 1919. био на снази стари календар, односно јулијански календар, у загради се налази датум по старом календару.
| 1900. година 1901. година 1902. година 1903. година 1904. година |

## 1900. година

#### 16. јун (3. јун по с.к.)
- У Крушеву одржана Прва конференција македонских социјалиста. Они су тада као борци за социјално и национално ослобођење одлучили да се прикључе у организацију ТМРО. Током Илинданског устанка августа 1903, македонски социјалисти су постали истакнути руководиоци овог устанка.[1]

#### 23. септембар
- У Паризу од 23. до 27. септембра одржан Пети конгрес Друге интернационале, на коме се расправљало о питању како да се освоји државна власт и да ли се могу стварати политички савези са буржоаским странкама. Конгрес је такође изгласао Резолуцију у којој је осуђен милитаризам, али ја на Конгресу уочено да су реформистичке и опортунашке струје дубоко продрле у социјалистички покрет.[1]

#### 11. новембар
- У Новом Саду основано Опште друштво за образовање радника.[1]

| 1900. година 1901. година 1902. година 1903. година 1904. година |

## 1901. година

#### 11. фебруар
- У Бечу умро краљ Милан Обреновић (1854—1901), владар Кнежевине Србије од 1872. до 1882. и први нововековни краљ Србије од 1882. до 1889. године, када је абдицирао у корист свог сина Александра. Сахрањен је у манастиру Крушедолу, на Фрушкој гори.

#### 19. март (6. март по с.к.)
- У Београду потврђена правила Београдског радничког друштва. Ово друштво је до половине 1903, када је основана Српска социјалдемократска партија представљало централну радничку организацију у Краљевини Србији. Путем зборова, конференција, предавања, курсева, штампе, литературе и др, одиграла је значајну улогу у процесу формирања радничког покрета у Србији. Друштво је расформирано фебруара 1905. године.[2]

#### 15. мај (2. мај по с.к.)
- У Београду отпочео штрајк радника у приватним штампаријама. Штрајком је руководила Дружина типографских радника.[2]

#### 27. јул (14. јул по с.к.)
- У Београду основано прво Радничко позориште, које је радило у кафани „Радничка касина“, на углу Дечанске и Скопљанске улице (данас Нушићева улица).[2]

#### 20. јул
- У Новом Саду, од 20. до 24. јула текао штрајк око 400 радница новосадске свиларе, које су захтевале боље услове рада и повећање надница. Штрајк је окончан са успехом.[2]

#### 8. децембар (25. новембар по с.к.)
- У Београду у хотелу „Булевар“, одржан раднички збор на коме је осуђено погоршавање политичких прилика и захтевана слобода штампе, збора и удруживања. После збора је одржана протестна шетња улицама централним градским улицама у којој је учествовало око 2.000 лица.[2]

| 1900. година 1901. година 1902. година 1903. година 1904. година |

## 1902. година

#### 18. јануар (5. јануар по с.к.)
- У Београду покренут социјалистички лист Радничке новине (првобитно покренут априла 1897, али је убрзо потом био забрањен). Листе је од 1903. био заједнички орган централних форума радничког окрета Србије, а главни уредници листа су били — Радован Драговић, Драгиша Лапчевић, Димитрије Туцовић, Душан Поповић и др. Лист је излазио до 1915, када је Србија окупирана од Аустроугарске. После Првог светског рата је обновљен, најпре као гласило СРПЈ(к), а касније Социјалистичке партије.[2]

#### 13. март
- У Трсту, од 13. до 15. марта, одржан генерални штрајк словеначких и италијанских радника. У сукобу са полицијом и аустроугарском војском било је 14 мртвих и 56 повређених лица.[2]

#### 30. март
- У Загребу, 30. и 31. марта, одржана прослава десетогодишњице излажења листа Слобода, органа Социјалдемократске странке Хрватске и Славоније (СДСХС). У оквиру прославе је одржана и Конференција, којој је присуствовало 120 особа из свих крајева Југославије (ова Конференција је била прва Југословенска социјалистичка конференција). Међу учесницима Конференције били су председник Београдског радничког друштва Никола Величковић, уредник Радничких новина Коста Јовановић и др. На Конференцији се највише расправљало о оснивању Савеза југословенских радничких друштава, које је имало за циљ да удружи сва радничка друштва јужнословенских народа, а један од иницијатора је био Витомир Кораћ.[2]

#### 1. април
- У Ријеци, од 1. до 3. априла, трајао штрајк 2.500 лучких радника који су захтевали осмочасовно радно време и повећање надница. Штрајк је окончан после постигнутог договора са лучким властима.[2]

#### 23. јун (10. јун по с.к.)
- У близини села Ракитница, код Крушева у борби са турском војском погинуо Веле Марков (1870—1902), македонски социјалиста и национални револуционар. Био је један од оснивача Македонске социјалистичке групе, основане 1893. године.[2]

#### 29. октобар
- У Загребу почео да излази лист Слободна ријеч, који је био орган Социјалдемократске странке Хрватске и Славоније. Лист је био изложен честим забранама, а дефинитивно је забрањен 1914. године.[2]

#### 22. новембар
- У Будимпешти почео да излази лист Црвена слобода. Лист је излазио повремено и штампан је у Српској штампарији. Пошто је веома оштро критиковао тадашњег бана Куена Хедерварија, лист је илегално преношен у Хрватску. Око уређивања, штампања и преношења листа хрватским социјалистима су помагали мађарски и српски социјалисти.[2]

| 1900. година 1901. година 1902. година 1903. година 1904. година |

## 1903. година

#### 23. фебруар
- У Љубљани извршио самоубиство Франце Железникар (1843—1903), један од првих словеначких социјалиста и оснивача Југословенске социјалдемократске странке (ЈСДС).[2]

#### 14. март (1. март по с.к.)
- У Радничком листу објављени чланци Фридриха Енгелса На гробу Карла Маркса и О материјалистичком схватању историје.[2]

#### 29. март (16. март по с.к.)
- Власти Краљевине Србије забраниле излажење листа Радничке новине (поново је почео да излази након Мајског преврата, као гласило Српске социјалдемократске странке).[2]

#### 5. април (23. март по с.к.)
- У Београду одржане демонстрације око 5.000 студената, ђака и радника против режима краља Александра Обреновића. Организатори ових демонстрација су били студенти-социјалисти Димитрије Туцовић и Триша Кацлеровић. На демонстранте је интервенисала жандармерија и војска, усред чега је убијено пете, а рањено шест лица. Ухапшено је било 123 демонстраната, а против њих 27 је била поднета пријава суду (после Мајског преврата сви оптужени су били ослобођени).[2]

#### 8. мај (25. април по с.к.)
- У Београду одржан раднички збор на коме је однета одлука о оснивању Радничког савеза, који би био земаљска централа свих синдикалних организација и општерадничких социјалистичких друштава. Савез је конституисан тек у јуну, након Мајског преврата.[2]

#### 20. мај
- На територији Краљевине Хрватске и Славоније избиле масовне демонстрације против бана Куена Хедерварија. Демонстрације су биле највеће у Загребу, где је било проглашено ванредно стање, а на завођењу мира 1. јуна била је ангажована и војска. Терор у Загребу, је изазвао талас демонстрација припадника Словенских народа у читавој Аустроугарској. Ситуација се касније смирила, а Куен је 27. јуна премештен на функцију премијера Краљевине Угарске.[2]

#### 10. јун (28. мај по с.к.)
- У Београду у ноћи 10/11. јуна извршен тзв „Мајски преврат“ у ком је група официра (чланова тајне организације „Црна рука“), предвођена пуковником Драгутином Димитријевићем Аписом упала у двор и убила краља Александра (1876—1903) и краљицу Драгу Обреновић (1864—1903). Овим чином с власти је збачена династија Обреновић, а на власт је дошао краљ Петар Карађорђевић.

#### крајем јуна (половином јуна по с.к.)
- У Београду одржана седница Управе Београдског радничког друштва на којој је донета одлука да се формира Српска социјалдемократска странка (ССДС). Иницијатори оснивања партије су били Драгиша Лапчевић и Радован Драговић, а странка је формирана 2. августа (20. јула по с.к.).[2]

#### 7. јул (24. јун по с.к.)
- У Крагујевцу одржан оснивачки збор Крагујевачког радничког друштва. На Збору су говорили Радован Драговић, Драгиша Лапчевић и Триша Кацлеровић.[2]
- У селима Велики и Мали Торак (данас једно село Торак) на поседу грофа Чекоњића избио штрајк жетелачких радника. Пошто нису успели да наговоре раднике да се врате на посао, срески наредник је 9. јула довео 30 жандарма. Тада су избили немири, а власти су примениле тзв „робовски закон“ из 1898. године и 80 радника осудиле на 30 дана затвора. Пошто нису успели да пронађу друге раднике, похапшени радници су били пуштени и враћени на посао, уз повећану дневницу.[2]

#### 12. јул (29. јун по с.к.)
- У Лесковцу одржан збор, коме је присуствовало око 600 радника и на коме је донета одлука о оснивању Радничког друштва.[2]

#### 2. август (20. јул по с.к.)
- У Београду одржан Први конгрес Радничког савеза Србије и Основачки конгрес Српске социјалдемократске странке (скраћено ССДС, а од 1909. Српска социјалдемократска партија). Овим Конгресима је присуствовало 33 делегата социјалистичких радничких организација из 20 места, као и привремена управа Радничког савеза, редакција Радничких новина и поједини социјалисти, све укупно око 130 људи. На Синдикалном конгресу је усвојен правилник Радничког савеза и изабрана управа са председником Луком Павићевићем и секретаром Стеваном Васиљевићем. На Конгресу ССДС донет је статут и програм странке и изабрана Главна партијска управа на челу са председницима Драгишом Лапчевићем и Николом Величковићем и секретарима Костом Јовановићем и Радованом Драговићем.[2]
- У Македонији избио тзв. „Илиндански устанак” против турске власти, који је организовала организација ТМРО. У току устанка су била ослобођена многа места и проглашена Крушевска република, на чијем челу је стајао револуционар Никола Карев. Турци су убрзо покренули јаку офанзиву у којој су поново заузели ослобођену област.[2]

#### 3. август (21. јул по с.к.)
- У Сењском руднику, код Деспотовца, догодила се рударска несрећа у којој је погинула цела смена (овај дан 21. јул се до Другог светског рата обележавао као Дан рудара у Србији).[2]

#### 19. август (6. август по с.к.)
- У Сењском руднику избио штрајк око 600 рудара, због отпуштања двојице рудара, али и лоших услова рада који су проузроковали рударску несрећу и отпуштања рудара. Сви захтеви штрајкача су прихваћени и штрајк је успешно окончан 28. августа. (Дан почетка штрајка 6. август се од Другог светског рата обележава као Дан рудара у Србији).[2]

#### 23. август (10. август по с.к.)
- У Ужицу одржан збор на коме су у присуству око 1.500 грађана говорили Драгиша Лапчевић и Димитрије Туцовић.[2]

#### 6. септембар (24. август по с.к.)
- У Београду Српска социјалдемократска странка одржала збор на коме је говорено о положају народа Македоније и Старе Србије, коју су још увек били под турском влашћу. На збору је донета Резолуција у којој је донет закључак да је њихов једини спас у револуцији. Такође је речено да је решење македонског питања у стварању конфедерације балканских држава.[2]

#### 21. септембар (8. септембар по с.к.)
- У Краљевини Србији одржани парламентарни избори. Српска социјалдемократска странка освојила је једно посланичко место избором др Михаила Илића у Крагујевцу.[3]

#### 9. новембар
- У Сплиту одржана Прва конференција социјалдемократа Далмације (на њој су били присутни социјалдемократи италијанске, хрватски и српске националности). На Конференцији је конституисана покрајинска организација Југословенске социјалдемократске странке (ЈСДС) за Далмацију (седиште ове странке се налазило у Љубљани). До тада су далматински социјалдемократи били у саставу Јадранске секције Социјалдемократске странке Аустрије (СДСА), чији се седиште налазило у Трсту. Иако су приступили ЈСДС, социјалдемократи из Далмације су у практичном раду више сарађивали са Социјалдемократском странком Хрватске и Славоније (СДСХС) из Загреба, него са ЈСДС.[2]

| 1900. година 1901. година 1902. година 1903. година 1904. година |

## 1904. година

#### 14. јануар (1. јануар по с.к.)
- У Београду одржан протестни збор на коме је расправљано о незапослености. Организатор скупа је био Раднички савез, а на скупу је такође осуђен однос полиције према незапосленим радницима.[4]

#### 17. јануар
- У Сплиту одржан Оснивачки конгрес Социјалдемократске странке Далмације, која је и даље била у саставу Југословенске социјалдемократске странке (ЈСДС), из Љубљане и Социјалдемократске странке Аустрије (СДСА), из Беча. Конгресу су присуствовали делегати из Дубровника, Книна, Омиша и Сплита. Синдикалне организације у Далмацији су и даље биле везане за струковне савезе у Бечу (ово је била последица државно-правне поделе Аустроугарске).[4]

#### 28. фебруар
- У Сомбору, од 28. фебруара до 4. марта, текао штрајк око 300 грађевинских радника, који су захтевали десетосатно радно време, фиксирање зарада и признавање радничких повереника.[4]

#### 20. март (7. март по с.к.)
- У Београду одржан раднички збор на коме су о поскупљењу животних намирница и мерама које треба предузети у циљу заштите радника говорили Драгиша Лапчевић и Димитрије Туцовић.[4]

#### 3. април
- У Загребу, 3. и 4. априла, одржана Конференција Социјалдемократске странке Хрватске и Славоније (СДСХС), којој је присуствовало 89 делегата струковних и политичких организација. На Конференцији је прихваћене резолуције странке о агитацији странке и штампи, као и против апсолутизма у Русији.[4]
- У Будимпешти, од 3. до 5. априла, одржан Једанаести конгрес Социјалдемократске партије Мађарске (СДПМ), коме је присуствовало 665 делегата, од чега њих 38 из разних места Војводине. На Конгресу је донета одлука о оснивању Српског комитета са циљем организовањем агитације међу радницима и сељацима српске националности у Тамишкој, Торонталској, Бачбодрошкој, Сремској и Пештанској жупанији. Српски комитет је сачињавало пет чланова, по један из сваке жупаније: Милан Станковић из Баваништа, Бранко Попов из Кикинде, Сава Петровић из Бегеча и Александар Банковачки из Срема (представник пештанске жупаније је накнадно изабран). Од Српског комитета је касније формиран Српски агитациони одбор. Такође на Конгресу су донете одлуке и о формирању осталих комитета — немачког, словачког, румунског (ови комитети су такође деловали на подручју Војводине).[5]

#### 10. април (28. март по с.к.)
- У Београду, 10. и 11. априла, одржан Други конгрес Радничког савеза (РС), коме је присуствовало 156 делегата из 24 места. На Конгресу су усвојени реферати О синдикалним организацијама Димитрија Туцовића и О потрошачким задругама Трише Кацлеровића. Такође на Конгресу је донета одлука о реорганизовању радничког покрета — на основу које су укинута општа радничка друштва, а место њих су формирана чисто синдикалне и партијске организације, као и промењен назив Радничког савеза у Главни раднички савез Србије (ГРСС). За председника нове управе Савеза је био изабран Лука Павићевић.[4]

#### 11. април (29. март по с.к.)
- У Београду, 11. и 12. априла, одржан Други конгрес Српске социјалдемократске странке (ССДС), коме су присуствовали скоро сви делегати тек одржаног синдикалног конгреса. На Конгресу се дискутовало о дотадашњем раду, а реферате су поднели Радован Драговић о кандидацијама и Драгиша Ђурић о штампи. Усвојена је одлука о слављењу Празника рада 1. маја и осуђена појава опозиционе струје у радничком покрету, окупљене око листа Свест (овај лист је излазио у Београду током марта и априла). За председнике странке су били изабрани Драгиша Лапчевић и Никола Величковић, а за секретаре Радован Драговић и Никола Николић.[4]

#### 14. април
- У Сонти, код Апатина избила побуна беземљаша, који су због неповољног имовинског односа тражили поделу државне земље. У Бачванској жупанији је било основано асталско друштво које је окупљало око 1.700 пољопривредника. Они су били за 14. април заказали збор на коме су желели да формирају радничко просветно друштво, али начелник Апатинског среза није дозволио да се тај скуп одржи. Ово је изазвало негодовање око 500 људи, који су одлучили да протестују. Тада је интервенисала жандармерија и ухапсила вође радника — Марка Милоша и Имре Сабоа. То је изазвало још веће негодовање, око 1.000 људи који су се окупили испред градске куће тражећи њихово пуштање, али је на њих била послата чета војске. Пред суд је било изведено 22 људи. Марко Милош и Имре Сабо су били осуђени на две и по године затвори, а остали на мање временске казне.[5]

#### у току априла
- У Суботици избио штрајк железничких радника. Они су се били придружили Земаљском генералном штрајку железничких радника на простору Краљевине Угарске, који је текао од 14. до 17. априла. Главни захтеви овог штрајка били су увођење редовних надница и да радно време траје од 7 ујутру до 7 увече. Против овог штрајка тадашњи угарски премијер Иштван Тиса је био предузео ванредне мере, мобилишући чак и војску. Следећи Владин пример и власти у Суботици су такође покушале да разбију штрајк — Окружно тужилаштво било је поднело оптужницу против двојице машиновођа, јер их је окривило за организаторе штрајка (они су касније били ослобођени услед недостатка доказа).[5]

#### 20. јун (7. јун по с.к.)
- У Београду Главни раднички савез закључио тарифу са Београдском општином, којом је утврђено — запошљавање радника преко синдиката, радни дан траје 10 и по часова, минимална дневница износи 2 динара и др.[5]

#### 12. јул (29. јун с.к.)
- У Крагујевцу, на дан Краљевог рођендана испред кафане „Таково” избио инцидент између радника и официра. Лош однос између официра и радника у Крагујевцу је избио после једног текста у крагујевачком социјалистичком листу Радник у коме је лоше писано о војсци и официрима. Овај текст је био објављен почетком јула (средина јуна по с.к.) и од тада је ситуација била напета, а избило је и неколико мањих туча између официра и радника. Увече 12. јула, испред кафане „Таково“ је избила општа туча између официра и радника, у којој је дошло и до пуцњаве. У овом окршају погинуло је неколико радника, док је њих више било рањено. Овај догађај је остао упамћен као „Крагујевачки кравал“. У знак подршке крагујевачким радницима, у многим местима Србије су били одржани раднички зборови.[5]

#### 14. август
- У Амстердаму, од 14. до 20. августа, одржан Шести конгрес Друге интернационале, на коме се расправљало — о међународним правилима социјалистичке тактике, о колонијалној политици, о генералном штрајку и о јединству партија. ССДС је на Конгресу заступао Крста Раковски.[5]

#### 22. август (9. август по с.к.)
- У Скопљу организован штрајк обућарских радника, на коме је захтевано — скраћење радног времена, повећање надница, заштита радника, побољшање услова рада и др. Штрајк је трајао неколико дана и успешно је завршен, што је веома позитивно утицало на раднике других грана и опште јачање радничког покрета у Скопљу.[5]

#### у току октобра
- У Гњилану (које се тада још увек налазило у саставу Отоманског царства) формирана прва организација Српске социјалдемократске странке (ССДС) на Косову. Ова организација је деловала илегално и имала је око 120 чланова, углавном радника и неколико сељака (међу члановима није било Албанаца). Они су најпре ширили социјалистичке идеје, а касније је организација попримила више национални карактер.[5]

#### 7. децембар
- У Љубљани, 7. и 8. децембра, одржана Пета скупштина Југословенске социјалдемократске странке (ЈСДС), на којој је скромном већином од 26 наспрам 29 гласова, Извршни одбор донео одлуку да после четири године деловања у Трсту, поново пређе у Љубљану. Уједно је донета одлука да лист Црвени барјак (словен. Rdeči praopr), који је био орган странке почне да излази у Љубљани и да постане искључиво политичко гласиле, а да стручне организације према потреби издају сопствена гласила.[6]

#### 24. децембар (11. децембар по с.к.)
- У Радничким новинама 24. и 25. децембра објављени чланци Владимира Лењина — Шта значи, слобода критике? и Енгелс о заједници класне борбе.[2]

#### 30. децембар (17. децембар по с.к.)
- Из Српске социјалдемократске странке (ССДС) искључена опозициона група окупљена око часописа и друштва Ново време (овај лист је био покренут 13. новембра/30. октобра по с.к./ и излазио је до 27. новембра /10. децембра по с.к./, пре овог часописа ова група је издавала лист Свест, које је излазио у периоду од 19. марта /6. марта по с.к./ до 10. априла /23. марта по с.к.). На челу ове опозиционе групе били су Милорад Поповић, Јован Скерлић и Коста Јовановић.[6]

#### у току године
- У Београду, у издању књижаре Драгише Лапчевића изашла књига руског социјалисте Георги Плеханова Главна дужност једног социјалдемократе. Књигу је са руског на српски превео Трајко Јовановић.[6]

| 1900. година 1901. година 1902. година 1903. година 1904. година |